# Allmendingen
Allmendingen település Németországban, azon belül Baden-Württembergben. Lakosainak száma 4721 fő (2023. december 31.).

## Népesség
A település népessége az elmúlt években az alábbi módon változott:
| Lakosok száma | 3974 | 4533 | 4403 | 4439 | 4630 | 4717 | 4721 |
|               | 1975 | 2008 | 2017 | 2019 | 2021 | 2022 | 2023 |